# Turn of the Cards
Turn of the Cards è il quinto album del gruppo britannico di rock progressivo dei Renaissance, pubblicato dalla BTM Records nel 1974. Il disco fu registrato al De Lane Lea Music Center di Wembley, Middlesex, Inghilterra.

## Tracce
Brani composti da Michael Dunford e Betty Thatcher, eccetto dove indicato
Lato A
1. Running Hard – 9:37
2. I Think of You – 3:07
3. Things I Don't Understand – 9:29 (Michael Dunford, Jim McCarty)

Lato B
1. Black Flame – 6:23
2. Cold Is Being – 3:00
3. Mother Russia – 9:18

## Formazione
- John Tout - tastiere
- Annie Haslam - voce
- John Camp - basso, voce
- Terence Sullivan - batteria, percussioni, voce
- Michael Dunford - chitarra acustica, voce[3]